# Sam Bankman-Fried

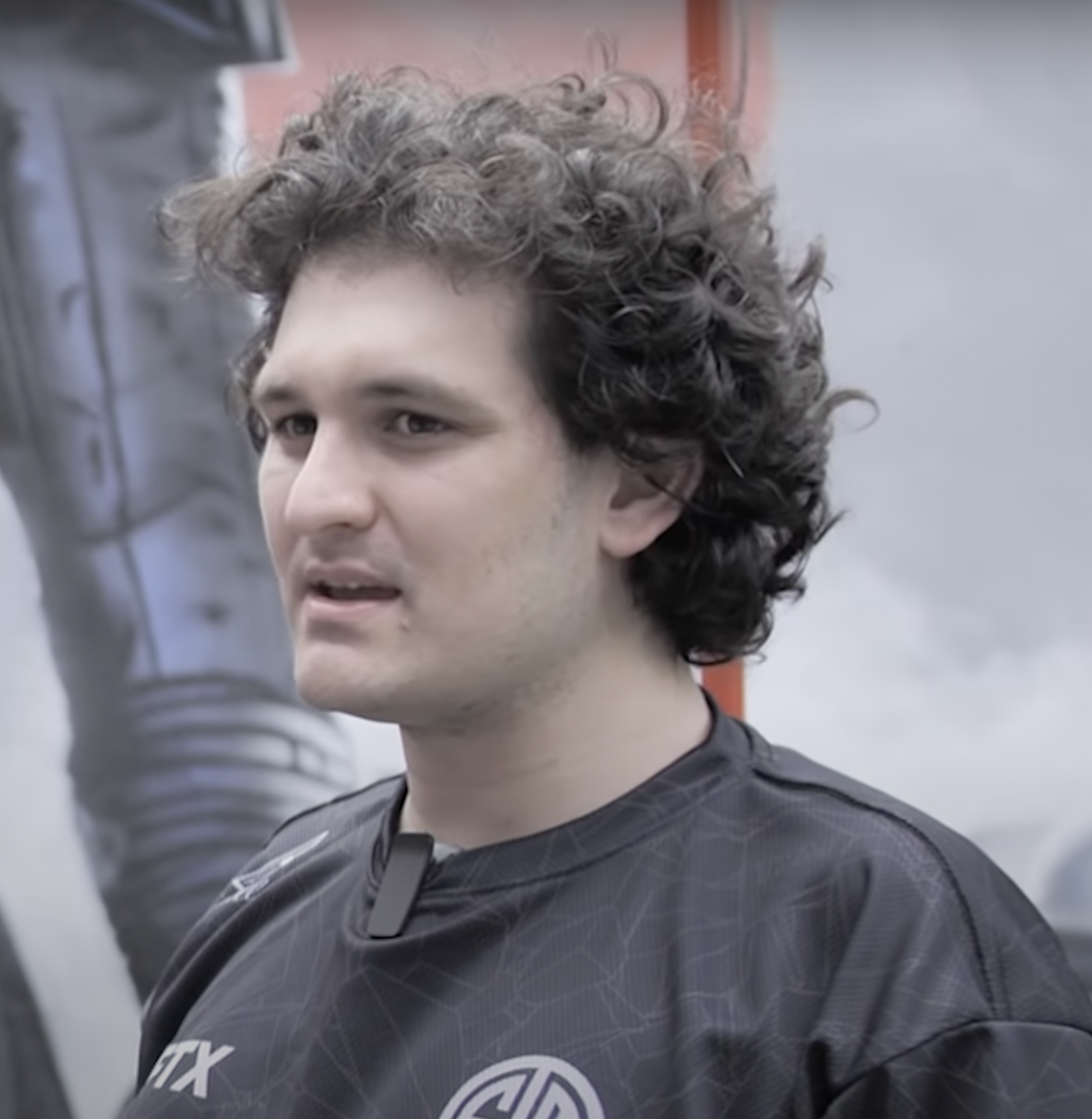
Sam Bankman-Fried (2021)

Samuel „Sam“ Benjamin Bankman-Fried (* 5. März 1992 in Stanford, Kalifornien) ist ein US-amerikanischer Unternehmer und verurteilter Betrüger. Er war Gründer und CEO von FTX, einer mittlerweile insolventen Kryptowährungsbörse. Außerdem verwaltete er Vermögenswerte über Alameda Research, eine Handelsfirma für Kryptowährungen, die er im Oktober 2017 gründete.
Im November 2022 brach sein Finanzimperium auf den Bahamas zusammen. Bankman-Fried wurde u. a. wegen des Verdachts auf Betrug und Geldwäsche festgenommen und am 21. Dezember 2022 in die USA ausgeliefert. Beim Prozess in New York City befand ihn die Jury am 2. November 2023 in allen sieben Anklagepunkten für schuldig. Am 28. März 2024 wurde er zu 25 Jahren Haft verurteilt.

## Leben
Als Sohn von Barbara Fried und Joseph Bankman, beide Professoren an der juristischen Fakultät der Stanford University, stammt Sam Bankman-Fried aus einer jüdischen Familie. Als er etwa 14 Jahre alt war, bemerkte seine Mutter, dass er Interesse am Utilitarismus und eine große Begabung in Mathematik zeigte. Von 2010 bis 2014 besuchte Bankman-Fried das Massachusetts Institute of Technology (MIT). Er erwarb einen Abschluss in Physik und bloggte 2012 nebenbei über Utilitarismus, Baseball und Politik.
Bankman-Fried begann seine Karriere bei Jane Street Capital, einem Handelsunternehmen, das mit internationalen ETF handelt. Im Oktober 2017 gründete er mit Alameda Research seine eigene Firma für computergestütztes Trading. Da ihm beim Preis von Bitcoin in den USA einerseits, in Japan und Korea anderseits die hohen Unterschiede von bis zu 30 Prozent auffielen, zog er einen Arbitrage-Handel auf. Im Januar 2018 machte er so mit einem Kapital von 40 Millionen US-Dollar täglich einen Gewinn von einer halben Million. Nach der Teilnahme an einer Kryptowährungskonferenz Ende 2018 in Macau und inspiriert von der gleichzeitigen Abspaltung von Bitcoin Cash zog er nach Hongkong. Dort gründete er im April 2019 FTX, eine Börse für Kryptowährungsderivate und weitere Finanzprodukte. Ab 2021 besaß FTX rund 90 Prozent von Alameda Research. Mitte 2021 zog Bankman-Fried mit seinen Firmen auf die Bahamas und lebte in einem Penthouse mit fünf Schlafzimmern zusammen mit etwa zehn Mitbewohnern, darunter seine Freundin Caroline Ellison, die er zur Geschäftsführerin von Alameda Research machte.
2021 wurde Bankman-Fried auf der Forbes-30-Under-30-Liste in der Kategorie Finanzen geführt. Sein Privatvermögen wurde im November 2021 auf knapp 20,5 Milliarden US-Dollar geschätzt, womit er auf Platz 32 der reichsten US-Amerikaner stand. Er spendete zweistellige Millionenbeträge u. a. an die Demokratische Partei und unterzeichnete den „Giving Pledge“. Davon wurde er jedoch am 14. Dezember 2022 wieder gestrichen.

### Insolvenz von FTX
Im November 2022 geriet FTX in Zahlungsschwierigkeiten. Rund 7 Milliarden Dollar an Kundenguthaben der Kryptobörse waren offenbar widerrechtlich an Alameda Research abgeflossen und dort verloren gegangen. Es wurde versucht, eine Lösung zusammen mit der Kryptobörse Binance des Konkurrenten CZ zu finden. Diese lehnte aber nach einer Prüfung der Geschäftsunterlagen eine Übernahme ab. Weltweit fand sich kein Fonds, der 7 Milliarden Dollar einschoss, weil Bankman-Fried nicht erklären konnte, wozu er das Geld brauchte. Am 11. November 2022 meldeten FTX sowie etwa 130 mit ihr verbundene Gesellschaften darauf Insolvenz an. Bankman-Fried trat als CEO zurück.
In der Untersuchung der Börse nach der Pleite stellte sich heraus, dass Bankman-Fried durch Transfers mit seiner eigenen Firma Alameda Research Kundeneinlagen bei FTX in Höhe von zehn Milliarden US-Dollar veruntreut hatte. Alameda Research hatte einerseits ungesicherte Darlehen von 2 Milliarden Dollar bezogen und anderseits mit 8 Milliarden Dollar an Fiatgeld in Kundenkonten gehandelt. Bankman-Fried hatte zudem persönlich von Alameda Research eine Milliarde US-Dollar geliehen. 300 Millionen US-Dollar von Investoren soll er laut Berichten abgezweigt und in seine eigene Tasche gesteckt haben.
Nach Presseeinschätzungen ist es wahrscheinlich, dass Sam Bankman-Fried im Zuge dieser Entwicklungen sein Vermögen weitgehend verloren hat. Seine Verluste aus dem Zusammenbruch von FTX wurden November 2022 auf etwa 15 Milliarden US-Dollar geschätzt, was 95 Prozent seines angenommenen Vermögens entspräche.

### Anklage und Prozess
Am 12. Dezember 2022 erhob der United States District Court for the Southern District of New York Anklage wegen Finanzbetrugs und Geldwäsche. Noch am selben Tag wurde Bankman-Fried von der Royal Bahamas Police festgenommen.
Am 21. Dezember wurde er an die USA ausgeliefert. Ein Bundesrichter entschied, Bankman-Fried sei auf Kaution in Höhe von 250 Millionen US-Dollar (rund 236 Millionen Euro) bis zum Prozessbeginn am 3. Januar 2023 freizulassen. Er müsse bei seinen Eltern in Palo Alto (Kalifornien) wohnen und, neben weiteren Auflagen, eine elektronische Fußfessel tragen. Da er während des Hausarrestes versuchte, durch Kontaktaufnahme zu Zeugen das Verfahren zu beeinflussen, ordnete das Gericht am 11. August 2023 seine erneute Verhaftung und die Überstellung an das im New Yorker Stadtteil Brooklyn gelegene Gefängnis an. Am 3. Oktober 2023 begann der Prozess. Anfang November wurde Bankman-Fried in allen sieben Anklagepunkten für schuldig befunden. Am 28. März 2024 wurde er zu 25 Jahren Gefängnis verurteilt. Die Staatsanwaltschaft hatte 40 bis 50 Jahre Haft gefordert. Bankman-Fried kündigte an, gegen das Urteil Berufung einzulegen.

## Persönliches
Sam Bankman-Fried ist Veganer und trat als Vertreter des effektiven Altruismus auf. Er war Mitglied von Giving What We Can und gab vor der Zahlungsunfähigkeit von FTX an, den größten Teil seines Vermögens im Laufe seines Lebens an wirksame Wohltätigkeitsorganisationen zu spenden. Zu diesem Zweck gründete er den FTX Future Fund, an dem auch William MacAskill, einer der Begründer der Bewegung für effektiven Altruismus, beteiligt war. Als FTX zusammenbrach, trat das gesamte Team zurück. Der Future Fund hatte bis zum 1. September 2022 160 Millionen Dollar an wohltätigen Spenden und Investitionen zugesagt. Nach dem Zusammenbruch von FTX schrieb Bankman-Fried in einer privaten Nachricht an einen Journalisten von Vox, das „Ethikzeug“ (ethics stuff) sei „größtenteils eine Fassade“. Es sei „ein dummes Spiel, das wir woken Westler spielen, bei dem wir all die richtigen Schibbolethe sagen, damit uns jeder mag“.
Er war der zweitgrößte Spender für Joe Biden bei der Präsidentschaftswahl in den Vereinigten Staaten 2020 und spendete persönlich 5,2 Millionen US-Dollar. Bei den US-Zwischenwahlen 2022 spendete er 40 Millionen Dollar, vorwiegend an demokratische Kandidaten. Über Schattenkanäle sollen allerdings auch Gelder an republikanische Politiker geflossen sein. Außerdem fragte er den Ex-Präsidenten Donald Trump an, was er für den Verzicht auf eine weitere Kandidatur fordere – Antwort: fünf Milliarden Dollar.
Zwischen Bankman-Fried und Tom Brady, der als FTX-Botschafter für das Finanzunternehmen warb, bestand eine besondere Freundschaft.

## Auszeichnungen
- 2021: Aufgenommen in die Forbes 30 Under 30 – Nordamerika – Finanzen[44]